# Kavadihalli, Nagamangala
Kavadihalli là một làng thuộc tehsil Nagamangala, huyện Mandya, bang Karnataka, Ấn Độ.